# Nhandu carapoensis
Nhandu carapoensis ist eine brasilianische Vogelspinnenart. Die Spinnenart wurde in Mato Grosso do Sul entdeckt und 1983 von Sylvia Lucas beschrieben. Diese Art war auch die erste in der gleichzeitig beschriebenen Vogelspinnengattung Nhandu.

## Verbreitung
Die meisten Exemplare (Männchen wie Weibchen) wurden vom Instituto Butantan in der Gemeinde Caarapó in Mato Grosso do Sul entdeckt. Von dieser Gemeinde leitet sich der Artname ab. Ein Männchen wurde in der Hauptstadt Campo Grande und je ein Männchen in den Gemeinden Nioaque und Pedro Gomes gefunden.

## Merkmale
Der Cephalotorax, das Opisthosoma und die Femora der Beine sind dunkelbraun bis schwarz gefärbt. Auf dem Opisthosoma und auf den Beinen von den Patellen bis zu den Metatarsen hat die Spinne längere fuchsrote Haare. Die Unterseite des Opisthosoma ist heller gefärbt. Je weiter nach außen, desto dunkler wird die Färbung. Die Femuren sind oberhalb gleich wie der Cephalotorax gefärbt. Ab den Femuren haben die Beinglieder beim Übergang zum nächsten Glied einen schmalen cremefarbenen Ring.
Das Männchen (Holotyp) hat eine Körperlänge inklusive der Beißklauen von 56 Millimetern. Der Carapax hat die Maße von 21 mal 20 Millimeter. Ein Bein des ersten Laufbeinpaares ist 64 Millimeter, ein Bein des zweiten 59 Millimeter, ein Bein des dritten 57 Millimeter und ein Bein des vierten (hintersten) Laufbeinpaares ist 71 Millimeter lang. Das Männchen hat keine Tibiaapophysen.

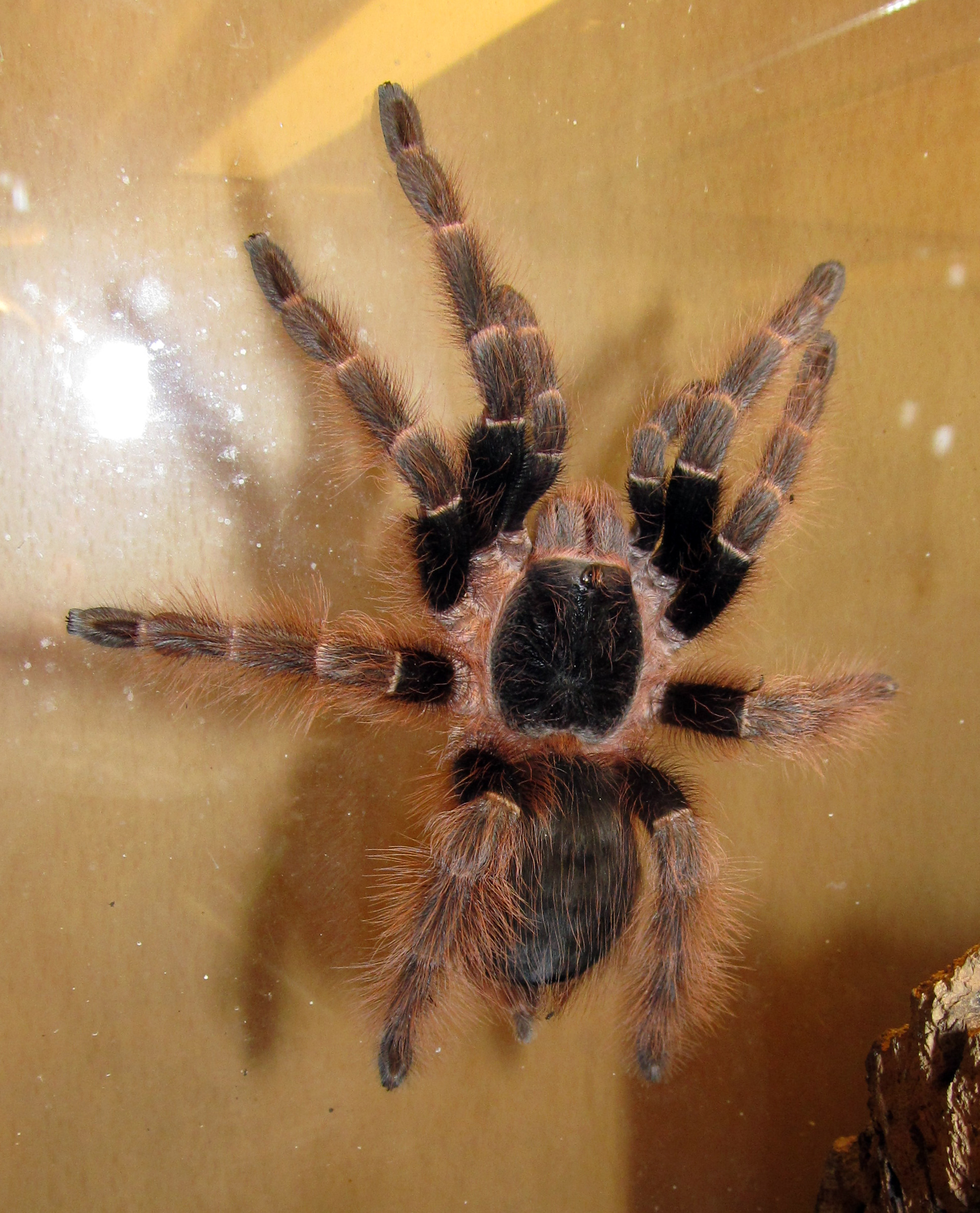
Jugendliches Weibchen im Terrarium, Aufsicht.
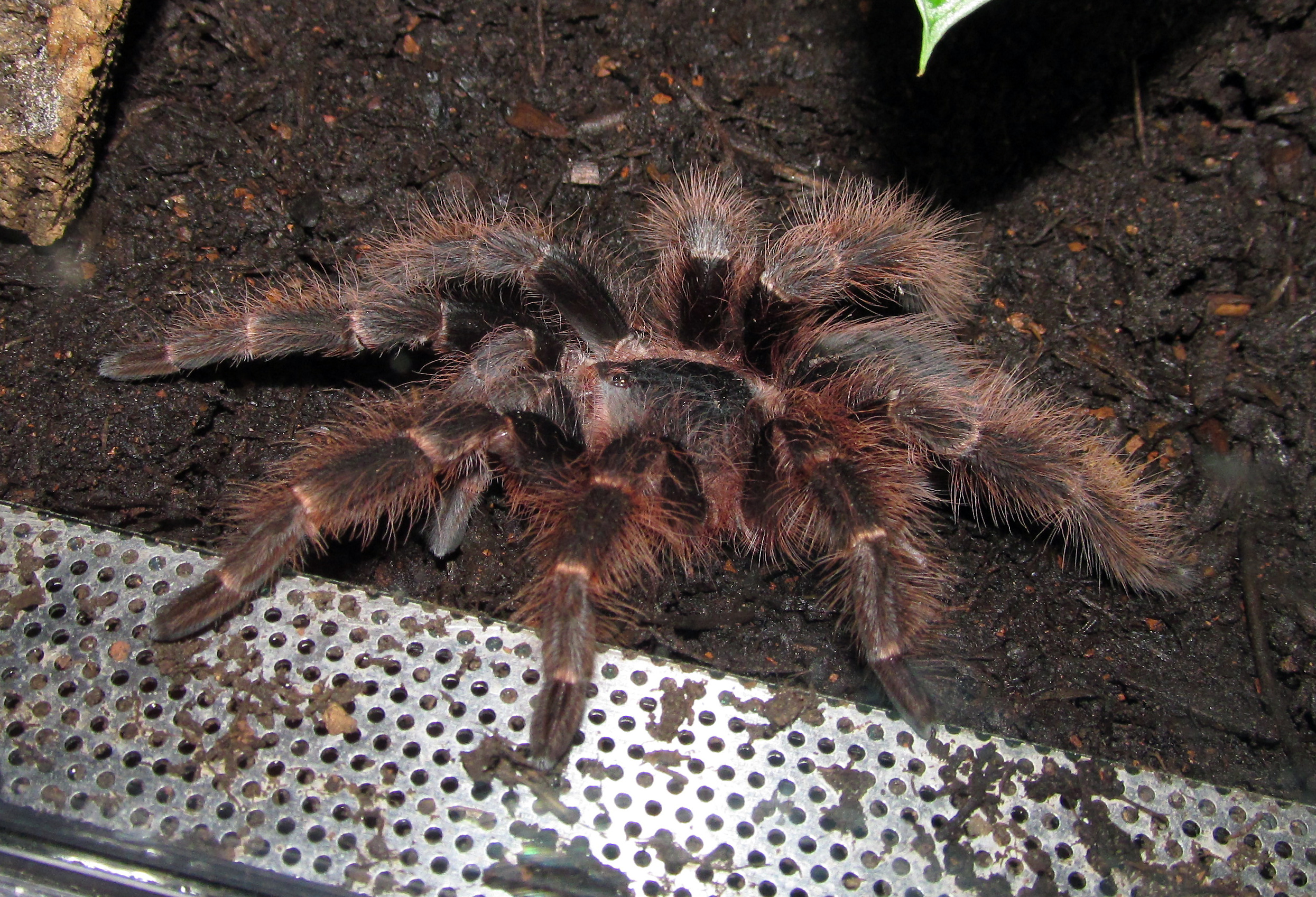
Jugendliches Weibchen im Terrarium, Seitenansicht.

## Systematik
Nhandu carapoensis wurde von Sylvia Lucas 1983 als neue Art und als neue Gattung beschrieben. 1997 beschrieb Günter Schmidt eine weitere Art Nhandu tripartitus, die im Gegensatz zu N. carapoensis eine dreilappige Spermathek beinhaltet. Günter Schmidt bekam 1989 und 1990 zwei Exuvien von unterschiedlichen Vogelspinnenhaltern aus Deutschland. Allerdings konnte er die genaue Herkunft der Tiere in Brasilien nicht mehr herausfinden. Er schickte eine Exuvie mit der präparierten Spermathek an Sylvia Lucas. Sie hielt die dreilappige Spermathek für eine Anomalie. Günter Schmidt hat diese aber dennoch als eigene Art beschrieben, obwohl er bereits in der Beschreibung anmerkte, dass er sich über den Status nicht sicher sei. Ray Gabriel hat diese Art 2011 schließlich mit N. carapoensis synonymisiert.